# Ronde van Italië 2025
De 108e editie van de Ronde van Italië werd verreden van 9 mei tot en met 1 juni 2025. De ronde startte met drie etappes, waaronder een individuele tijdrit, in Albanië en eindigde in Rome. Het was voor het eerst dat de Ronde van Italië startte in Albanië. De ronde werd gewonnen door de Brit Simon Yates, die de leiding in het klassement in de twintigste etappe overnam van de Mexicaan Isaac del Toro, die tweede werd voor de Ecuadoraan Richard Carapaz.

## Deelnemende ploegen
De achttien UCI World Tour-teams van dit seizoen plus de twee UCI ProTeams van Lotto en Israel-Premier Tech waren verzekerd van deelname aan de ronde. Lotto zag echter af van deelname, net als het jaar ervoor.
Gewoonlijk worden de deelnemende ploegen aan de Giro in januari of februari bekend gemaakt, maar organisator RCS Sport bleef de bekendmaking uitstellen. Er werd druk gelobbyd richting UCI om een extra wildcard uit te kunnen delen en 23 ploegen te laten starten. Eind maart kwam het verlossende woord dat er inderdaad 23 ploegen mochten starten. Op 6 april had de organisatie de volgende deelnemende ploegen op de website staan:

## Etappe-overzicht
| Datum  | Et.     | Start – Finish                                    | Afstand (km) | Type                | Winnaar           | Ploeg                      | Klassementsleider |
| ------ | ------- | ------------------------------------------------- | ------------ | ------------------- | ----------------- | -------------------------- | ----------------- |
| 9 mei  | 1       | Durrës – Tirana                                   | 164          | Heuvelrit           | Mads Pedersen     | Lidl-Trek                  | Mads Pedersen     |
| 10 mei | 2       | Tirana – Tirana                                   | 13,7         | Individuele tijdrit | Joshua Tarling    | INEOS Grenadiers           | Primož Roglič     |
| 11 mei | 3       | Vlorë – Vlorë                                     | 160          | Heuvelrit           | Mads Pedersen     | Lidl-Trek                  | Mads Pedersen     |
| 12 mei | Rustdag | Rustdag                                           | Rustdag      | Rustdag             | Rustdag           | Rustdag                    | Rustdag           |
| 13 mei | 4       | Alberobello – Lecce                               | 187          | Vlakke rit          | Casper van Uden   | Team Picnic PostNL         | Mads Pedersen     |
| 14 mei | 5       | Ceglie Messapica – Matera                         | 144          | Heuvelrit           | Mads Pedersen     | Lidl-Trek                  | Mads Pedersen     |
| 15 mei | 6       | Potenza – Napels                                  | 226          | Heuvelrit           | Kaden Groves      | Alpecin-Deceuninck         | Mads Pedersen     |
| 16 mei | 7       | Castel di Sangro – Tagliacozzo                    | 168          | Bergrit             | Juan Ayuso        | UAE Team Emirates-XRG      | Primož Roglič     |
| 17 mei | 8       | Giulianova – Castelraimondo                       | 197          | Heuvelrit           | Luke Plapp        | Team Jayco AlUla           | Diego Ulissi      |
| 18 mei | 9       | Gubbio – Siena                                    | 181          | Heuvelrit           | Wout van Aert     | Team Visma I Lease a Bike  | Isaac del Toro    |
| 19 mei | Rustdag | Rustdag                                           | Rustdag      | Rustdag             | Rustdag           | Rustdag                    | Rustdag           |
| 20 mei | 10      | Lucca – Pisa                                      | 28,6         | Individuele tijdrit | Daan Hoole        | Lidl-Trek                  | Isaac del Toro    |
| 21 mei | 11      | Viareggio – Castelnovo ne' Monti                  | 185          | Bergrit             | Richard Carapaz   | EF Education-EasyPost      | Isaac del Toro    |
| 22 mei | 12      | Modena – Viadana                                  | 172          | Vlakke rit          | Olav Kooij        | Team Visma I Lease a Bike  | Isaac del Toro    |
| 23 mei | 13      | Rovigo – Vicenza                                  | 180          | Heuvelrit           | Mads Pedersen     | Lidl-Trek                  | Isaac del Toro    |
| 24 mei | 14      | Treviso – Nova Gorica                             | 186          | Vlakke rit          | Kasper Asgreen    | EF Education-EasyPost      | Isaac del Toro    |
| 25 mei | 15      | Fiume Veneto – Asiago                             | 214          | Bergrit             | Carlos Verona     | Lidl-Trek                  | Isaac del Toro    |
| 26 mei | Rustdag | Rustdag                                           | Rustdag      | Rustdag             | Rustdag           | Rustdag                    | Rustdag           |
| 27 mei | 16      | Piazzola sul Brenta – San Valentino di Brentonico | 199          | Bergrit             | Christian Scaroni | XDS Astana Team            | Isaac del Toro    |
| 28 mei | 17      | San Michele all'Adige – Bormio                    | 154          | Bergrit             | Isaac del Toro    | UAE Team Emirates-XRG      | Isaac del Toro    |
| 29 mei | 18      | Morbegno – Cesano Maderno                         | 144          | Heuvelrit           | Nico Denz         | Red Bull-BORA-hansgrohe    | Isaac del Toro    |
| 30 mei | 19      | Biella – Champoluc                                | 166          | Bergrit             | Nicolas Prodhomme | Decathlon AG2R La Mondiale | Isaac del Toro    |
| 31 mei | 20      | Verrès – Sestriere                                | 203          | Bergrit             | Chris Harper      | Team Jayco AlUla           | Simon Yates       |
| 1 juni | 21      | Rome – Rome                                       | 141          | Vlakke rit          | Olav Kooij        | Team Visma I Lease a Bike  | Simon Yates       |
| Totaal | Totaal  | Totaal                                            | 3.413,3 km   | 3.413,3 km          | 3.413,3 km        | 3.413,3 km                 | 3.413,3 km        |

## Klassementenverloop
| Et.         | Winnaar           | Algemeen klassement | Puntenklassement | Bergklassement    | Jongerenklassement | Ploegenklassement     |
| 1           | Mads Pedersen     | Mads Pedersen       | Mads Pedersen    | Sylvain Moniquet  | Francesco Busatto  | Lidl-Trek             |
| 2           | Joshua Tarling    | Primož Roglič       | Mads Pedersen    | Sylvain Moniquet  | Mathias Vacek      | Lidl-Trek             |
| 3           | Mads Pedersen     | Mads Pedersen       | Mads Pedersen    | Lorenzo Fortunato | Mathias Vacek      | Lidl-Trek             |
| 4           | Casper van Uden   | Mads Pedersen       | Mads Pedersen    | Lorenzo Fortunato | Mathias Vacek      | Lidl-Trek             |
| 5           | Mads Pedersen     | Mads Pedersen       | Mads Pedersen    | Lorenzo Fortunato | Mathias Vacek      | Lidl-Trek             |
| 6           | Kaden Groves      | Mads Pedersen       | Mads Pedersen    | Lorenzo Fortunato | Mathias Vacek      | Lidl-Trek             |
| 7           | Juan Ayuso        | Primož Roglič       | Mads Pedersen    | Lorenzo Fortunato | Juan Ayuso         | UAE Team Emirates-XRG |
| 8           | Luke Plapp        | Diego Ulissi        | Mads Pedersen    | Lorenzo Fortunato | Juan Ayuso         | UAE Team Emirates-XRG |
| 9           | Wout van Aert     | Isaac del Toro      | Mads Pedersen    | Lorenzo Fortunato | Isaac del Toro     | UAE Team Emirates-XRG |
| 10          | Daan Hoole        | Isaac del Toro      | Mads Pedersen    | Lorenzo Fortunato | Isaac del Toro     | UAE Team Emirates-XRG |
| 11          | Richard Carapaz   | Isaac del Toro      | Mads Pedersen    | Lorenzo Fortunato | Isaac del Toro     | UAE Team Emirates-XRG |
| 12          | Olav Kooij        | Isaac del Toro      | Mads Pedersen    | Lorenzo Fortunato | Isaac del Toro     | UAE Team Emirates-XRG |
| 13          | Mads Pedersen     | Isaac del Toro      | Mads Pedersen    | Lorenzo Fortunato | Isaac del Toro     | UAE Team Emirates-XRG |
| 14          | Kasper Asgreen    | Isaac del Toro      | Mads Pedersen    | Lorenzo Fortunato | Isaac del Toro     | UAE Team Emirates-XRG |
| 15          | Carlos Verona     | Isaac del Toro      | Mads Pedersen    | Lorenzo Fortunato | Isaac del Toro     | UAE Team Emirates-XRG |
| 16          | Christian Scaroni | Isaac del Toro      | Mads Pedersen    | Lorenzo Fortunato | Isaac del Toro     | UAE Team Emirates-XRG |
| 17          | Isaac del Toro    | Isaac del Toro      | Mads Pedersen    | Lorenzo Fortunato | Isaac del Toro     | UAE Team Emirates-XRG |
| 18          | Nico Denz         | Isaac del Toro      | Mads Pedersen    | Lorenzo Fortunato | Isaac del Toro     | UAE Team Emirates-XRG |
| 19          | Nicolas Prodhomme | Isaac del Toro      | Mads Pedersen    | Lorenzo Fortunato | Isaac del Toro     | UAE Team Emirates-XRG |
| 20          | Chris Harper      | Simon Yates         | Mads Pedersen    | Lorenzo Fortunato | Isaac del Toro     | UAE Team Emirates-XRG |
| 21          | Olav Kooij        | Simon Yates         | Mads Pedersen    | Lorenzo Fortunato | Isaac del Toro     | UAE Team Emirates-XRG |
| Eindstanden | Eindstanden       | Simon Yates         | Mads Pedersen    | Lorenzo Fortunato | Isaac del Toro     | UAE Team Emirates-XRG |

1. ↑  De paarse trui werd in de tweede etappe gedragen door Wout van Aert. In de vierde etappe werd de trui gedragen door Alessandro Tonelli en van de vijfde tot en met de zevende etappe door Olav Kooij. Allen stonden op dat moment tweede in het puntenklassement
2. ↑  De witte trui werd van de tiende tot en met de zestiende etappe gedragen door Juan Ayuso, in de zeventiende etappe door Antonio Tiberi en in de achttiende tot en met de twintigste etappe door Giulio Pellizzari. Allen stonden op dat moment tweede in het jongerenklassement.

## Eindklassementen

### Algemeen klassement
| Algemeen klassement |                   |                          |             |
| Plaats              | Naam              | Ploeg                    | Tijd        |
| Roze trui           | Simon Yates       | Team Visma\|Lease a Bike | 82u31'1"    |
| 2                   | Isaac del Toro    | UAE Team Emirates-XRG    | + 3'56"     |
| 3                   | Richard Carapaz   | EF Education-EasyPost    | + 4'43"     |
| 4                   | Derek Gee         | Israel-Premier Tech      | + 6'23"     |
| 5                   | Damiano Caruso    | Bahrain Victorious       | + 7'32"     |
| 6                   | Giulio Pellizzari | Red Bull-BORA-hansgrohe  | + 9'28"     |
| 7                   | Egan Bernal       | INEOS Grenadiers         | + 12'42"    |
| 8                   | Einer Rubio       | Movistar Team            | + 13'05"    |
| 9                   | Brandon McNulty   | UAE Team Emirates-XRG    | + 13'36"    |
| 10                  | Michael Storer    | Tudor Pro Cycling Team   | + 14'27"    |
|                     |                   |                          |             |
| 29                  | Thymen Arensman   | INEOS Grenadiers         | + 1u 37'46" |
| 71                  | Sylvain Moniquet  | Cofidis                  | + 3u 15'48" |

### Nevenklassementen
| Puntenklassement |                |                            |        |
| Plaats           | Naam           | Ploeg                      | Punten |
| Paarse trui      | Mads Pedersen  | Lidl-Trek                  | 295    |
| 2                | Olav Kooij     | Team Visma\|Lease a Bike   | 185    |
| 3                | Wout van Aert  | Team Visma\|Lease a Bike   | 127    |
| 4                | Dries De Bondt | Decathlon AG2R La Mondiale | 127    |
| 5                | Isaac del Toro | UAE Team Emirates-XRG      | 109    |

| Bergklassement |                   |                               |        |
| Plaats         | Naam              | Ploeg                         | Punten |
| Blauwe trui    | Lorenzo Fortunato | XDS Astana Team               | 355    |
| 2              | Christian Scaroni | XDS Astana Team               | 201    |
| 3              | Nicolas Prodhomme | Decathlon AG2R La Mondiale    | 107    |
| 4              | Manuele Tarozzi   | VF Group-Bardiani CSF-Faizanè | 87     |
| 5              | Carlos Verona     | Lidl-Trek                     | 61     |
|                |                   |                               |        |
| 15             | Sylvain Moniquet  | Cofidis                       | 32     |
| 21             | Gijs Leemreize    | Team Picnic PostNL            | 22     |

| Jongerenklassement |                       |                         |             |
| Plaats             | Naam                  | Ploeg                   | Tijd        |
| Witte trui         | Isaac del Toro        | UAE Team Emirates-XRG   | 82u34'57"   |
| 2                  | Giulio Pellizzari     | Red Bull-BORA-hansgrohe | + 5'32"     |
| 3                  | Max Poole             | Team Picnic PostNL      | + 14'19"    |
| 4                  | Davide Piganzoli      | Team Polti VisitMalta   | + 23'57"    |
| 5                  | Antonio Tiberi        | Bahrain Victorious      | + 42'08"    |
|                    |                       |                         |             |
| 24                 | Fabio Van den Bossche | Alpecin-Deceuninck      | + 4u 14'27" |
| 26                 | Rick Pluimers         | Tudor Pro Cycling Team  | + 4u 26'42" |

| Ploegenklassement |                          |             |
| Plaats            | Ploeg                    | Tijd        |
| 1                 | UAE Team Emirates-XRG    | 247u53'24"  |
| 2                 | Bahrain Victorious       | + 58'40"    |
| 3                 | Team Visma\|Lease a Bike | + 1u 15'37" |
| 4                 | XDS Astana Team          | + 1u 46'40" |
| 5                 | Tudor Pro Cycling Team   | + 1u 52'53" |
|                   |                          |             |
| 17                | Soudal Quick-Step        | 10          |

| Tussensprinten |                    |                            |        |
| Plaats         | Naam               | Ploeg                      | Punten |
| 1              | Dries De Bondt     | Decathlon AG2R La Mondiale | 115    |
| 2              | Alessandro Tonelli | Team Polti VisitMalta      | 88     |
| 3              | Mads Pedersen      | Lidl-Trek                  | 87     |
| 4              | Wout van Aert      | Team Visma\|Lease a Bike   | 48     |
| 5              | Giosuè Epis        | Arkéa-B&B Hotels           | 44     |
|                |                    |                            |        |
| 7              | Taco van der Hoorn | Intermarché-Wanty          | 34     |

| Red Bull KM |                   |                               |        |
| Plaats      | Naam              | Ploeg                         | Punten |
| 1           | Manuele Tarozzi   | VF Group-Bardiani CSF-Faizanè | 45     |
| 2           | Isaac del Toro    | UAE Team Emirates-XRG         | 33     |
| 3           | Christian Scaroni | XDS Astana Team               | 30     |
| 4           | Carlos Verona     | Lidl-Trek                     | 28     |
| 5           | Martin Marcellusi | VF Group-Bardiani CSF-Faizanè | 22     |
|             |                   |                               |        |
| 13          | Dries De Bondt    | Decathlon AG2R La Mondiale    | 15     |
| 21          | Wilco Kelderman   | Team Visma\|Lease a Bike      | 11     |

| Vluchters (Fuga) |                    |                               |        |
| Plaats           | Naam               | Ploeg                         | Punten |
| 1                | Manuele Tarozzi    | VF Group-Bardiani CSF-Faizanè | 418    |
| 2                | Alessandro Tonelli | Team Polti VisitMalta         | 368    |
| 3                | Lorenzo Germani    | Groupama-FDJ                  | 342    |
| 4                | Dries De Bondt     | Decathlon AG2R La Mondiale    | 335    |
| 5                | Taco van der Hoorn | Intermarché-Wanty             | 285    |

1e etappe ·
2e etappe ·
3e etappe ·
4e etappe ·
5e etappe ·
6e etappe ·
7e etappe ·
8e etappe ·
9e etappe ·
10e etappe ·
11e etappe ·
12e etappe ·
13e etappe ·
14e etappe ·
15e etappe ·
16e etappe ·
17e etappe ·
18e etappe ·
19e etappe ·
20e etappe ·
21e etappe
Startlijst · Eindstanden · Afbeeldingen
 winnaars · 
roze trui · 
  puntenklassement · 
  bergklassement · 
 jongerenklassement · 
 intergiro · 
 ploegenklassement · 
 strijdlust · 
 zwarte trui
Giro d'Italia Next Gen · Giro Donne · Cima Coppi
 Belgische rozetruidragers · etappewinnaars
 Nederlandse rozetruidragers · etappewinnaars
Mannen:
1909 · 
1910 · 
1911 · 
1912 · 
1913 · 
1914 · 
1919 · 
1920 · 
1921 · 
1922 · 
1923 · 
1924 · 
1925 · 
1926 · 
1927 · 
1928 · 
1929 · 
1930 · 
1931 · 
1932 · 
1933 · 
1934 · 
1935 · 
1936 · 
1937 · 
1938 · 
1939 · 
1940 · 
1946 · 
1947 · 
1948 · 
1949 · 
1950 · 
1951 · 
1952 · 
1953 · 
1954 · 
1955 · 
1956 · 
1957 · 
1958 · 
1959 · 
1960 · 
1961 · 
1962 · 
1963 · 
1964 · 
1965 · 
1966 · 
1967 · 
1968 · 
1969 · 
1970 · 
1971 · 
1972 · 
1973 · 
1974 · 
1975 · 
1976 · 
1977 · 
1978 · 
1979 · 
1980 · 
1981 · 
1982 · 
1983 · 
1984 · 
1985 · 
1986 · 
1987 · 
1988 · 
1989 · 
1990 · 
1991 · 
1992 · 
1993 · 
1994 · 
1995 · 
1996 · 
1997 · 
1998 · 
1999 · 
2000 · 
2001 · 
2002 · 
2003 · 
2004 · 
2005 · 
2006 · 
2007 · 
2008 · 
2009 · 
2010 · 
2011 · 
2012 · 
2013 · 
2014 · 
2015 · 
2016 · 
2017 · 
2018 · 
2019 · 
2020 · 
2021 · 
2022 · 
2023 · 
2024 · 
2025
Vrouwen:
1988 · 
1989 · 
1990 · 
1991 ·
1992 ·
1993 · 
1994 · 
1995 · 
1996 · 
1997 · 
1998 · 
1999 · 
2000 · 
2001 · 
2002 · 
2003 · 
2004 · 
2005 · 
2006 · 
2007 · 
2008 · 
2009 · 
2010 · 
2011 · 
2012 ·
2013 · 
2014 ·
2015 ·
2016 ·
2017 ·
2018 ·
2019 ·
2020 ·
2021 ·
2022 ·
2023 ·
2024 ·
2025
Tour Down Under ·
Great Ocean Road Race ·
Ronde van de Verenigde Arabische Emiraten ·
Omloop Het Nieuwsblad ·
Strade Bianche ·
Parijs-Nice · 
Tirreno-Adriatico · 
Milaan-San Remo ·
Ronde van Catalonië ·
Classic Brugge-De Panne ·
E3 Saxo Classic ·
Gent-Wevelgem ·
Dwars door Vlaanderen ·
Ronde van Vlaanderen ·
Ronde van het Baskenland ·
Parijs-Roubaix ·
Amstel Gold Race ·
Waalse Pijl ·
Luik-Bastenaken-Luik ·
Ronde van Romandië ·
Eschborn-Frankfurt ·
Ronde van Italië ·
Critérium du Dauphiné ·
Ronde van Zwitserland ·
Copenhagen Sprint · 
Ronde van Frankrijk ·
Clásica San Sebastián ·
Ronde van Polen ·
BEMER Cyclassics ·
Renewi Tour ·
Ronde van Spanje ·
Bretagne Classic ·
GP van Quebec ·
GP van Montreal ·
Ronde van Lombardije ·
Ronde van Guangxi